# Jordi Ginés i Soteras
Jordi Ginés i Soteras   (Barcelona, 19 de juny de 1930 - Barcelona, 11 de juny de 1996), conegut pel seu nom d'artista Gin, fou un dibuixant d'humor i caricaturista català, considerat un referent de l'humor gràfic de la segona meitat del segle xx.

## Biografia
Va començar a dibuixar a la revista Don José, que dirigia Mingote, i treballà amb el dibuixant Carlos Conti. Després passà per l'Editorial Bruguera. Formà part de l'equip creador de Barrabás i d'El Papus, dues de les revistes satíriques més importants de la transició. Fou director artístic d'El Jueves, de Titanic i altres publicacions. Treballà per a revistes estrangeres com Playboy, Stern o Lui, i participà en pel·lícules d'animació com El mago de los sueños (1966). a principi dels anys 1970 va produir algunes historietes amb personatges de Disney per al mercat escandinau, també va treballar per l'agència Bardon Art, aquesta agència treballava pel mercat de còmic infantil anglès de la mà de l'editorial Fleetway Publications.
Exercí de director artístic de diverses revistes, i l'ànima de Matarratos, Barrabás, El Papus, Nacional Show, Titanic, i especialment El Jueves de la qual va ser editor. Pare i mestre de diverses generacions d'humoristes, es nota la seva influència soterrada sobre gran part dels que es dediquen a l'humor gràfic actual. L'any 1997, rebé a títol pòstum el Premi d'Honor Gat Perich.
La Fundació Gin vetlla per la pervivència del seu llegat mitjançant exposicions, llibres i altres activitats.